# 10607 Амандахаттон
10607 Амандахаттон (1996 VQ6, 1990 HT1, 10607 Amandahatton) — астероїд головного поясу, відкритий 13 листопада 1996 року.
Тіссеранів параметр щодо Юпітера — 3,325.